# Stare Miasto (Inowrocław)
Stare Miasto – część miasta Inowrocław, osiedle położone po lewej stronie ulicy Toruńskiej. Zabudowa głównie kamienicowa, od lat dziewięćdziesiątych XX wieku zabudowa  jedno i  wielorodzinną na Osiedlu Sady. Na Starym Mieście znajdują się cztery cmentarze,  oraz najstarszy zabytek Inowrocławia  Kościół Imienia Najświętszej Maryi Panny.